# Meh Dräck

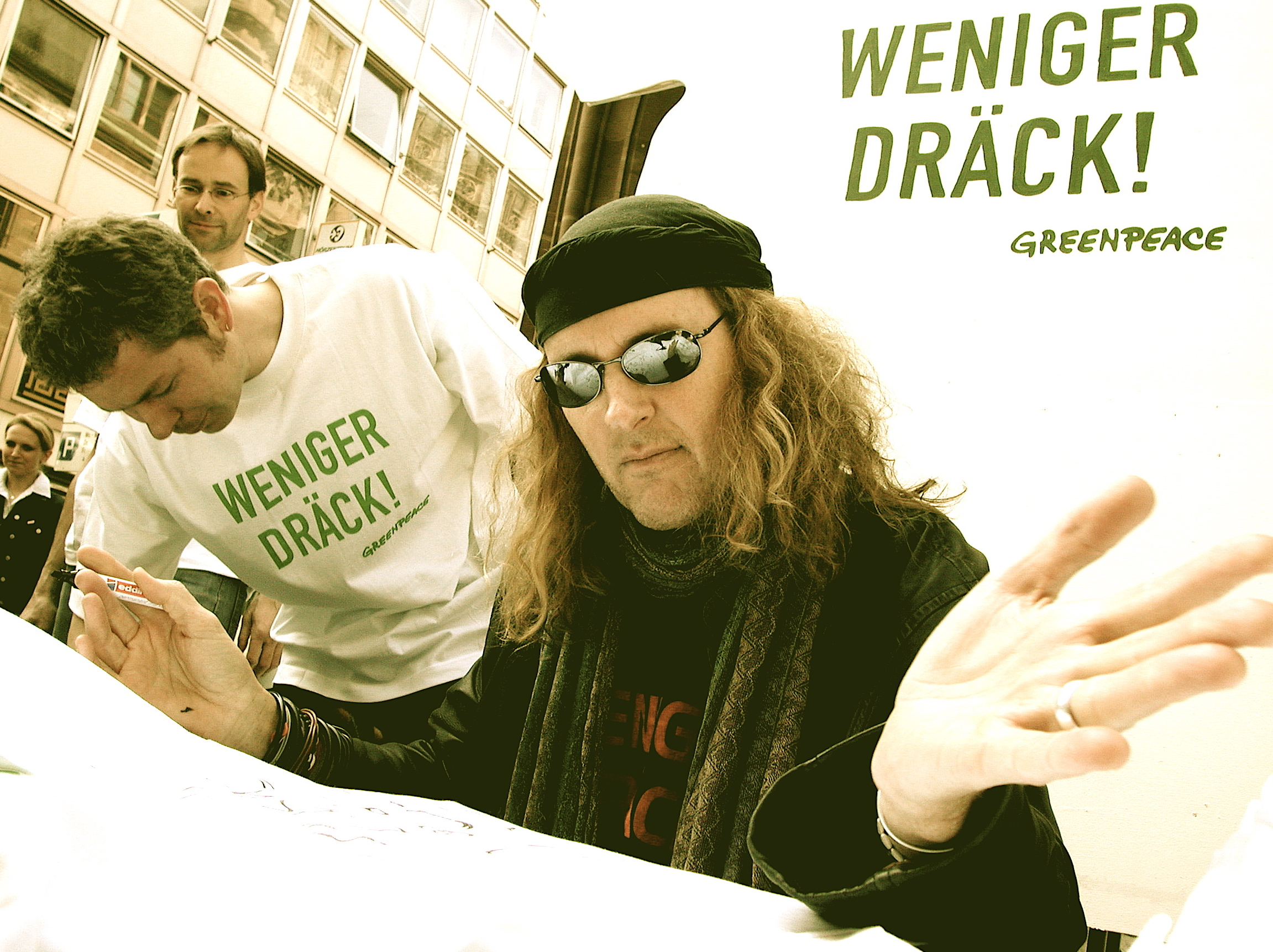
Chris von Rohr bei einer Greenpeace-Aktion für Weniger Dräck

Der von Rockmusiker Chris von Rohr geprägte Ausdruck Meh Dräck (hochdeutsch: Mehr Dreck) wurde 2004 zum Wort des Jahres in der Schweiz gewählt.
Mit dieser Wortkombination kritisierte von Rohr als Jurymitglied der erfolgreichen Talentshow MusicStar das künstliche Getue der Kandidaten und forderte mehr Echtheit. In der Folge entwickelte sich „Meh Dräck“ zum Kultslogan, der auch in anderen Lebensbereichen verwendet wurde und allgemein als Aufruf zu mehr Mut und Risikobereitschaft verstanden wurde.
Anfang 2004 veröffentlichte von Rohr auch einen Song namens Meh Dräck. Er erreichte Platz 14 in der Schweizer Hitparade.
Chris von Rohr unterstützte daneben mit dem abgewandelten Slogan Weniger Dräck Greenpeace bei diversen Anlässen, zum Beispiel durch die Erstunterzeichnung einer Petition für die Beseitigung von Roche-Deponien in der Schweiz.